# Annā Deh
Annā Deh (persiska: انا ده) är en ort i Iran.   Den ligger i provinsen Mazandaran, i den norra delen av landet, 110 km nordost om huvudstaden Teheran. Annā Deh ligger 16 meter över havet och antalet invånare är 415.
Terrängen runt Annā Deh är platt åt nordost, men åt sydväst är den kuperad. Runt Annā Deh är det ganska glesbefolkat, med 39 invånare per kvadratkilometer. Närmaste större samhälle är Āmol, 19,5 km öster om Annā Deh. I omgivningarna runt Annā Deh växer i huvudsak blandskog.